# Димитър Скендеров
Димитър (Поп) Стефанов Скендеров (изписване до 1945 година: Димитъръ попъ Стефановъ Скендеровъ, на гръцки: Δημήτριος Σκενδέρης), известен и като Димитри Папастефан е български свещеник и революционер, деец на Вътрешна македоно-одринска революционна организация.

## Биография
Скендеров е роден в 1887 година в леринското село Попължани, тогава в Османската империя, днес Папаянис, Гърция. Баща му е свещеник Стефан Скендеров, ръководител на местния комитет на ВМОРО в Попължани. Участва в Илинденско-Преображенското въстание в 1903 година. През 1910 година емигрира за да работи в Бюсайръс, Охайо, САЩ.
Завръща се в Леринско и в 1925 година след Леринската афера е арестуван в затвора Еди куле в Солун заедно с Анастас Попгеоргиев и Тодор Кировски от Попължани за държавна измяна и автономизъм. Когато правителството на Елевтериос Венизелос в 1928 година помилва политическите затворници, те все още са държани в затвора дълги години без публичен процес. Българската държава, веднага след разгрома на Гърция от Германия през април 1941 година, чрез военния си аташе започва издирването му из гръцките затвори заедно с Неделко Попнеделков и Григор Сотиров.
Атинското правителство в годините на Втората световна война го оценява като „фанатик“ и „български пропагандатор“. Емигрира в Югославия след Гражданската война в Гърция и се установява в Гаково, Войводина, където подава молба да се засели в България.